# 京都市立広沢小学校
京都市立広沢小学校（きょうとしりつ ひろさわしょうがっこう）は、京都府京都市右京区にある公立小学校。

## 沿革
1973年（昭和48年）嵯峨小学校嵯峨東分校として開校、翌1974年（昭和49年）4月より京都市立広沢小学校として正式開校。

## はだし教育
広沢小学校では、児童の健康のため、はだし教育を実施している。教室内、体育の時間では裸足で生活する。それ以外では素足に草履またはビーチサンダルといった鼻緒つきの履物を履いて生活する。2005年度までは登下校の際も全員草履を履いていた。一時期は登下校は全員靴を履くようになったが、現在は自己責任であれば草履履きの登下校も可能になった。